# Ň
Ň je slovo češke abecede.